# Pierre Uys
Pierre Johannes Uys, né le 5 février 1976 à Mossel Bay (Afrique du Sud), est un joueur de rugby à XV qui a joué avec l'équipe d'Afrique du Sud. Il évolue au poste de troisième ligne aile (1,93 m pour 98 kg).

## Carrière

### En club et province
- Province 
  - Pumas
- Club / Franchise
  - 2002-2004 : Stormers
  - 2004-2005 : Leeds Tykes

Il a joué quatre matchs de Super 12 en 2004 avec les Stormers et quatre matchs de Bouclier européen en 200405 avec Leeds.

### En équipe nationale
Il a disputé un test match contre l'équipe d'Écosse, le 16 novembre 2002.

## Palmarès
- 1 test match avec l'équipe d'Afrique du Sud